# Mimipochira sikkimensis
Mimipochira sikkimensis là một loài bọ cánh cứng trong họ Cerambycidae.